# Affaire Biogenesis
L'affaire Biogenesis est un scandale de dopage sportif lié principalement aux joueurs professionnels de la Ligue majeure de baseball. Déclenchée le 29 janvier 2013 par le journal Miami New Times, l'affaire implique Biogenesis of America, une clinique anti-vieillissement de Floride, aux États-Unis, accusée d'avoir fourni à des sportifs des produits dopants interdits.
Le 22 juillet 2013, l'affaire Biogenesis entraîne une première sanction lorsque la vedette de baseball Ryan Braun reçoit une suspension de 65 matchs pour avoir été associé à la clinique. 
Le 5 août 2013, la Ligue majeure de baseball (MLB) annonce une vague de suspensions sans précédent depuis le scandale des Black Sox de 1919 : 12 joueurs sont suspendus pour 50 parties et un treizième, Alex Rodriguez, est suspendu sans salaire pour le reste de la saison 2013 et l'entière saison 2014, soit un total de 211 matchs. Rodriguez lance une procédure d'appel pour contester la sanction reçue et peut donc, pour la durée de cette procédure, continuer à jouer pour les Yankees de New York. Sa suspension est réduite à 162 matchs, soit la totalité de la saison 2014. En revanche, les 12 autres athlètes n'interjettent pas appel et commencent immédiatement à purger des suspensions de 50 parties. Ils sont : Antonio Bastardo, Everth Cabrera, Francisco Cervelli, Nelson Cruz, Sergio Escalona, Fernando Martínez, Jesús Montero, Jordan Norberto, Jhonny Peralta, César Puello, Fautino de los Santos et Jordany Valdespin.

## La clinique Biogenesis
Établie à Coral Gables dans le sud de la Floride, la clinique Biogenesis of America, souvent simplement appelée Biogenesis, est inscrite au registre des entreprises de l'État en mars 2012. Plusieurs employés quittent l'établissement l'automne suivant, prétextant ne pas avoir été payés. La clinique ferme ses portes au début du mois de décembre 2012. La clinique est opérée par Anthony « Tony » Bosch, 49 ans, qui se décrit comme un biochimiste. Le directeur médical est le père de celui-ci, le docteur Pedro Publio Bosch, 75 ans. L'avocat Ashley Bosch, fils de Pedro et jeune frère d'Anthony, fait partie de l'équipe de gestion. Porter Fischer en est le directeur du marketing.

## Débuts de l'affaire

### Révélations duMiami New Times
Le 29 janvier 2013, le journal Miami New Times de Miami, en Floride, publie sous la plume de Tim Elfrink un dossier sur la clinique Biogenesis of America, arguant qu'elle aurait fourni à des joueurs de baseball de la MLB des substances interdites par la ligue car censées améliorer les performances sportives. Le Miami New Times présente comme sources des documents ayant été remis par une source anonyme, au départ uniquement identifié comme étant un ancien employé de Biogenesis. Le journal, qui publie des copies de plusieurs de ces documents, dit avoir obtenu des feuilles de calcul datées de juin 2012 au sujet des patients, des livres de bord répertoriant les visites quotidiennes à la clinique, 256 pages de notes manuscrites appartenant à Anthony Bosch, une demi-douzaine de dossiers médicaux et plus d'une centaine de pages d'autres documents d'affaires. Le journal détient aussi des prescriptions signées par un certain docteur Daniel Carpman spécialisé en traitements anti-vieillissement, qui dément avoir signé ces ordonnances et affirme que sa signature a été imitée. La clinique aurait selon le média fourni des crèmes et des pastilles contenant des niveaux de testostérone jusqu'à 15 fois plus élevés que celles vendues normalement en pharmacie, et inclus dans ses traitements une variété de peptides censées stimuler la sécrétion d'hormone de croissance.
La source est plus tard nommée : Porter Fischer, directeur du marketing de Biogenesis et investisseur dans cette clinique, qui choisit de révéler via le même journal sa réelle identité après avoir, dit-il, été victime d'un cambriolage, de harcèlement incluant une poursuite en voiture sur une autoroute, de menaces de mort, en plus d'avoir reçu des enveloppes remplies d'argent pour d'apparentes tentatives de corruption. En juillet 2013, le New York Daily News accuse Fischer d'avoir approché Alex Rodriguez et offert de lui remettre les documents qui l'incriminaient en échange d'au moins 1 million de dollars. La même source du Daily News affirme que Fischer aurait approché d'autres joueurs dans le même but, et que Rodriguez avait refusé de payer pour les documents.

### Enquête de la Ligue majeure de baseball
En février 2013, les vice-présidents de la MLB, Pat Courtney et Rob Manfred, visitent les bureaux du Miami New Times dans l'espoir d'avoir accès aux documents sur lesquels les reporters s'étaient basé pour l'élaboration de leur reportage. Cette permission leur est refusée par le journal, qui en explique les raisons le 14 mars 2013 dans un éditorial. Le New Times refuse de collaborer à l'enquête du baseball majeur, invoquant dans un premier temps l'éthique journalistique et la nécessité de protéger les lanceurs d'alertes et l'anonymat des sources. Dans un second temps, le journal blâme le commissaire du baseball Bud Selig pour sa complaisance dans le dossier du dopage sportif dans les années 1990 et au début des années 2000, ainsi que pour son attitude envers Jeffrey Loria, propriétaire des Marlins de Miami que le New Times accuse de se servir d'une franchise des Ligues majeures comme alibi pour voler l'argent des contribuables de Floride. Le journal accuse Selig d'avoir conspiré précédemment avec Loria pour lui permettre de se débarrasser des Expos de Montréal et acheter les Marlins.
Le 22 mars 2013, la MLB dépose dans le comté de Miami-Dade, en Floride, une poursuite contre Anthony Bosch et cinq autres personnes (Juan Carlos Nunez, Carlos Acevedo, Ricardo Martinez, Marcelo Albir et Paulo da Silveira) liées à Biogenesis, les accusant d'avoir sollicité ou convaincu des joueurs du baseball majeur d'acquérir des produits dopants, interférant intentionnellement et sans justification avec la politique antidrogue en vigueur et portant atteinte à la réputation et à l'image de la ligue. Les avocats de certains des individus poursuivis dénoncent les méthodes d'enquête de la MLB, qu'ils accusent d'intimider leurs clients et les familles de ceux-ci.
Se heurtant à un refus du Miami New Times, le bureau du commissaire de la Ligue majeure de baseball paie un ancien employé de Biogenesis pour mettre la main sur les documents liés à l'affaire. Le baseball majeur estime aussi à ce moment-là qu'au moins un joueur a déjà payé pour acquérir des documents incriminants dans le but de les détruire. Le baseball majeur obtient la collaboration d'Anthony Bosch pour son enquête. Il accepte de répondre aux questions des enquêteurs de la ligue et de se mettre à table dans l'espoir d'éviter des poursuites judiciaires.
Le baseball majeur se heurte toutefois à la difficulté d'obtenir des réponses de la part des joueurs soupçonnés d'avoir fait affaire avec la clinique.

### Enquête sur Anthony Bosch
Le 23 avril 2013, le département de Santé publique de l'État de la Floride envoie une ordonnance de cessation et d'abstention à Anthony Bosch et renvoie en mai l'affaire aux procureurs de Miami et au procureur d'État. Les officiels floridiens croient en effet que Tony Bosch pratiquait la médecine dans l'État sans détenir de permis.

## Athlètes impliqués
Le Miami New Times nomme dans son reportage initial certains joueurs qui seraient liés à la clinique. Dans les jours et les semaines qui suivent, de nouveaux noms s'ajoutent, rapportés par d'autres médias tels le New York Times, ESPN ou Sports Illustrated. À mesure qu'avance la saison de baseball 2013, il apparaît de plus en plus clair que jusqu'à une vingtaine d'athlètes risquent des suspensions allant de 50 à 100 matchs sans salaire. Certains de ces joueurs avaient déjà été suspendus au cours de la saison 2012 pour des tests de dépistage de drogue positifs.

### Joueurs de baseball

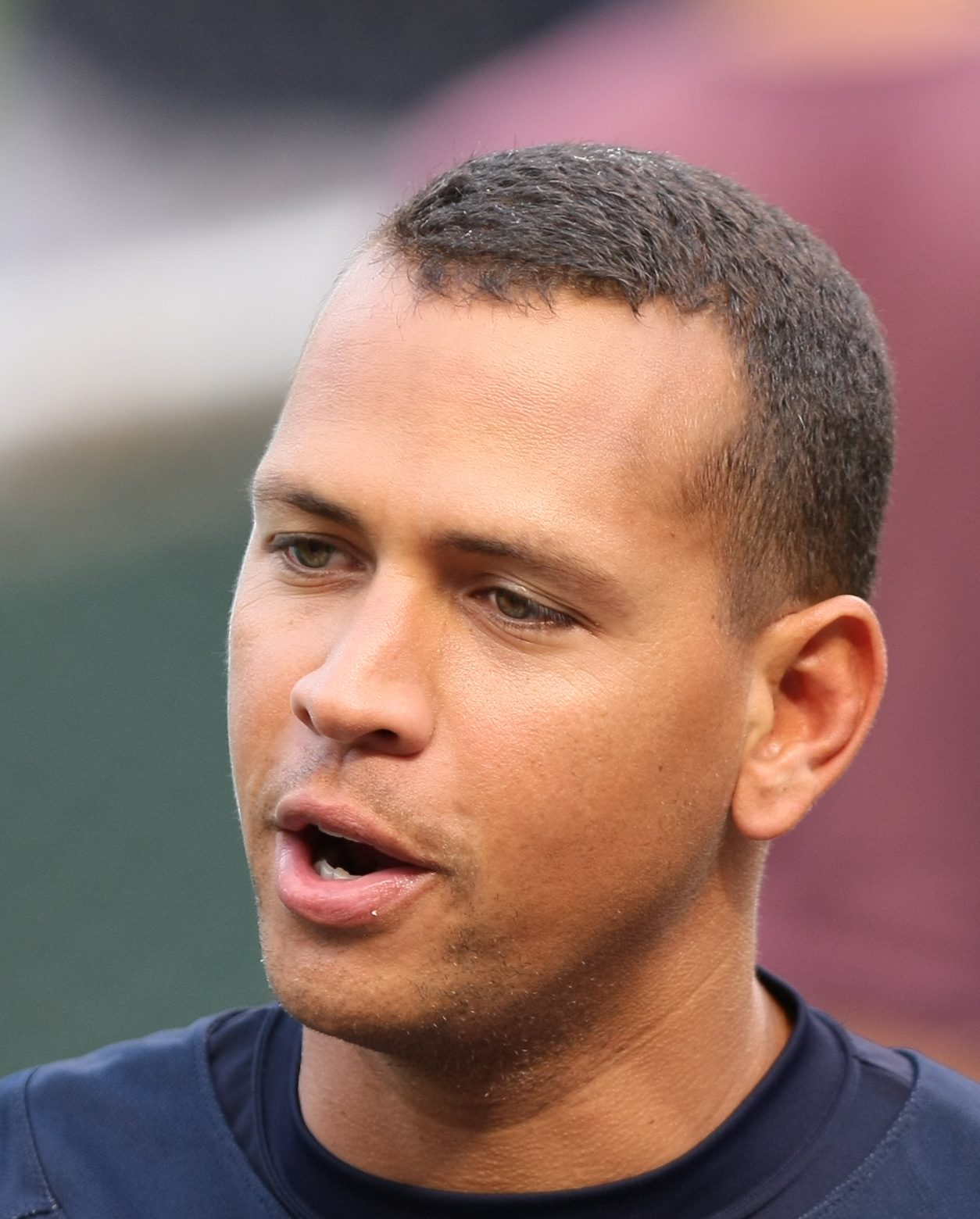
Alex Rodriguez.

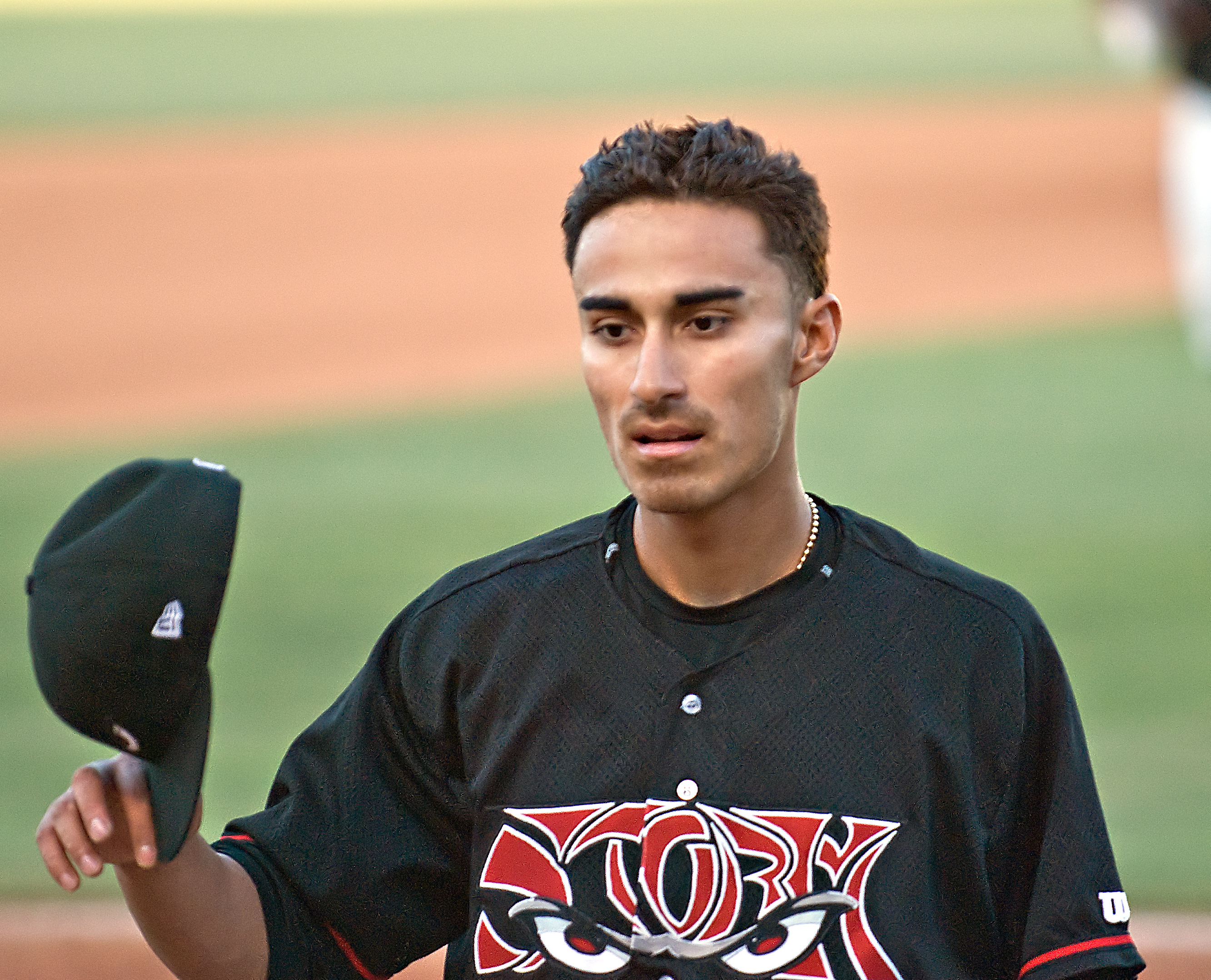
Cesar Carrillo.

- Alex Rodriguez : le joueur des Yankees de New York avait admis en 2009 avoir consommé des substances dopantes entre 2001 et 2003. Il n'a jamais été sanctionné par la ligue, celle-ci n'ayant à l'époque pas de politique antidopage lui permettant de dépister l'usage de produits dopants. Rodriguez est identifié sur les documents de Biogenesis de diverses façons : « Alex Rod », « Alex R. » ou par le surnom Cacique[13]. Il est fait mention d'hormone de croissance dans les documents associés à Rodriguez[5].

- Ryan Braun : le joueur étoile des Brewers de Milwaukee avait rendu un test positif de dépistage de testostérone synthétique en octobre 2011 mais avait évité des sanctions en invoquant une technicalité, soit une mauvaise manipulation de l'échantillon d'urine. Selon Braun et ses représentants, le nom du joueur se retrouve dans les documents de Biogenesis après qu'il eut fait appel à Anthony Bosch comme consultant lors de la procédure d'appel qui lui permit d'éviter une suspension en février 2012[11].

- Melky Cabrera : avait été suspendu pour 50 matchs par la MLB le 15 août 2012, alors qu'il évoluait pour les Giants de San Francisco, après qu'un test antidrogue ait révélé un niveau anormalement élevé de testostérone[20].

- Bartolo Colón : le lanceur des Athletics d'Oakland avait été suspendu pour 50 matchs par la MLB le 22 août 2012 après avoir rendu un test de dépistage positif à la testostérone[21].

- Yasmani Grandal[22] : le receveur des Padres de San Diego avait été suspendu pour 50 matchs le 7 novembre 2012 pour usage de testostérone[23]. Les documents de Biogenesis font mention d'hormone de croissance dans le cas de Grandal[5].

- Nelson Cruz[22] : joueur des Rangers du Texas.

- Gio Gonzalez : le cas de ce lanceur des Nationals de Washington est plus nébuleux. Le père de celui-ci apparaît au nombre des clients de Biogenesis et confirme avoir acheté de cette clinique des médicaments pour perdre du poids afin de combattre des problèmes d'hypercholestérolémie et d'hyperglycémie[24]. ESPN affirme plus tard que Gio Gonzalez s'est procuré des produits de Biogenesis, mais qu'aucun d'entre eux ne sont interdits par les Ligues majeures, ce qui le placerait à l'abri d'éventuelles sanctions[25] . Il est finalement déterminé qu'il a été associé à tort à l'affaire et est exonéré de tout blâme[26].

- Jhonny Peralta[27] : joueur des Tigers de Détroit.

- Jesús Montero[28] : joueur des Mariners de Seattle.

- Everth Cabrera[25] : joueur des Padres de San Diego.

- Francisco Cervelli[29] : joueur des Yankees de New York.

- Danny Valencia[29] : joueur des Orioles de Baltimore . Il est finalement déterminé qu'il a été associé à tort à l'affaire et est exonéré de tout blâme[26].

- Cesar Carrillo[22] : joueur des Padres de San Diego en 2009, évoluant dans les ligues mineures de baseball dans l'organisation des Tigers de Détroit au moment où l'affaire est déclenchée. Les documents de Biogenesis font mention d'hormone de croissance dans le cas de Carrillo[5].

- Jordan Norberto[25] : joueur des Athletics d'Oakland.

- Fautino De Los Santos : joueur ayant passé par plusieurs équipes et appartenant aux Padres de San Diego lorsqu'il est nommé[25].

- Fernando Martínez[25] : joueur des Astros de Houston.

- César Puello : joueur des ligues mineures sous contrat avec les Mets de New York[25].

### Autres personnes impliquées
- Yuriorkis Gamboa, boxeur[22].
- Wayne Odesnik[22], joueur professionnel de tennis.
- Jimmy Goins[22], entraîneur de conditionnement physique, de baseball et d'athlétisme des Hurricanes de l'Université de Miami[30].
- Yuri Sucart[22] : il avait été qualifié de mule pour avoir voyagé en République dominicaine afin de procurer des stéroïdes à son cousin, le joueur de baseball Alex Rodriguez[31]. Il avait été banni de l'entourage des Yankees de New York en 2009 après que Rodriguez ait admis avoir été dopé[32].

### Réactions
Les joueurs de baseball Alex Rodriguez et Gio Gonzalez ainsi que le tennisman Wayne Odesnik nient les allégations du Miami New Times. Nelson Cruz et l'entraîneur Jimmy Goins font de même, par le biais de leurs avocats. Ryan Braun, qui avait nié l'année précédente être dopé, réitère que « la vérité n'a pas changé ». Le directeur de la clinique, Anthony Bosch, dément dans les jours qui suivent la parution de l'article tout lien avec des athlètes, alors que son père, le docteur Pedro Bosch, nie tout lien avec des sportifs ou des produits dopants.

## Conséquences

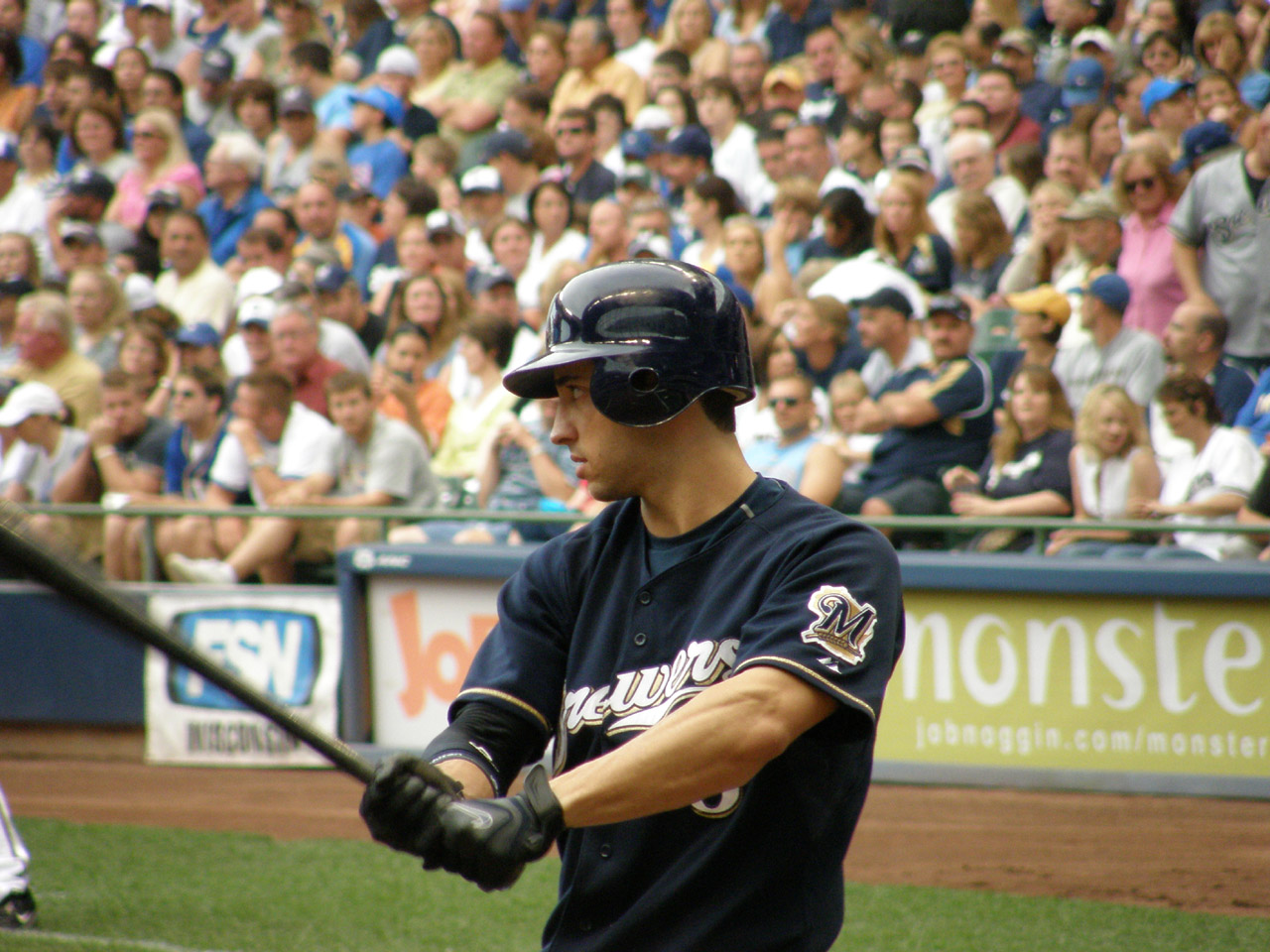
Le 22 juillet 2013, Ryan Braun est suspendu pour 65 matchs.

### Athlètes suspendus
Cesar Carrillo, un athlète non protégé par l'Association des joueurs de la Ligue majeure de baseball car il évolue en ligues mineures, est le premier joueur lié à Biogenesis à être suspendu, bien que les liens entre la sanction qui lui est imposée et la clinique floridienne ne soient pas clairs. Officiellement, la raison de la suspension de 100 matchs annoncée le 15 mars 2013 est pour une violation de la politique antidrogue des ligues mineures de baseball. Le réseau ESPN affirme cependant que la suspension se décline en deux pénalités de 50 matchs : la première pour être mentionné dans les documents de Biogenesis et la seconde pour avoir menti à la Ligue majeure de baseball en disant ne pas connaître Anthony Bosch.

#### Ryan Braun: 65 matchs
La première suspension directement liée à l'affaire Biogenesis est annoncée le 22 juillet 2013. Ryan Braun, le joueur étoile des Brewers de Milwaukee nommé joueur par excellence de la Ligue nationale en 2011, est suspendu sans salaire pour 65 matchs, soit le nombre de parties que les Brewers doivent jouer jusqu'à la fin de la saison 2013. La suspension doit aussi s'étirer aux matchs de séries éliminatoires si Milwaukee y participe.

#### Alex Rodriguez: 162 matchs
Le 5 août 2013, le baseball majeur suspend 13 joueurs, du jamais vu depuis le scandale des Black Sox en 1919.
Alex Rodriguez, est suspendu sans salaire pour le reste de la saison 2013 et l'entière saison 2014, soit un total de 211 matchs. Rodriguez lance une procédure d'appel pour contester la sanction reçue. Il ne réussit pas à faire annuler la sanction, mais sa suspension est établie à 162 matchs, soit tous les matchs de la saison 2014.

#### Joueurs suspendus pour 50 matchs
En plus d'Alex Rodriguez, 12 athlètes sont suspendus pour 50 matchs : Antonio Bastardo, Everth Cabrera, Francisco Cervelli, Nelson Cruz, Sergio Escalona, Fernando Martínez, Jesús Montero, Jordan Norberto, Jhonny Peralta, César Puello, Fautino de los Santos et Jordany Valdespin.
Ces 12 joueurs ne contestent pas leurs sanctions et commencent à purger immédiatement leurs suspensions.